# Alessandro De Marchi
Alessandro De Marchi (San Daniele del Friuli, 19 mei 1986) is een Italiaans weg- en baanwielrenner die anno 2023 rijdt voor Team BikeExchange-Jayco.

## Carrière
In de Tour van 2014 reed hij vaak in de aanval. Het resultaat van dit alles was dat De Marchi de prijs voor de strijdlustigste renner kreeg. Later reed De Marchi zijn tweede grote ronde van 2014, de Vuelta. Hierin werd zijn aanvalslust eindelijk beloond. In de finale van de zevende etappe reed hij bij zijn medevluchters weg en kwam solo aan.
In de wegwedstrijd op de Olympische Spelen in Rio de Janeiro eindigde De Marchi ruim twintig minuten na winnaar Greg Van Avermaet op plek 63, waarmee hij de laatste deelnemer was die binnen de tijdslimiet finishte.

## Baanwielrennen

### Palmares
| Jaar | NK                                                 | EK | WK | Overig                       |
| ---- | -------------------------------------------------- | -- | -- | ---------------------------- |
| 2007 | Ploegenachtervolging                               |    |    | Balkan: Ploegenachtervolging |
| 2008 | Ploegenachtervolging                               |    |    |                              |
| 2009 | Ploegenachtervolging                               |    |    |                              |
| 2010 | Achtervolging · Ploegenachtervolging · Derny       |    |    |                              |
| 2011 | Ploegenachtervolging · Achtervolging               |    |    |                              |
| 2012 | Ploegenachtervolging · Achtervolging · Puntenkoers |    |    |                              |

## Wegwielrennen

### Overwinningen
2013
8e etappe Critérium du Dauphiné
2014
Bergklassement Critérium du Dauphiné
7e etappe Ronde van Spanje
2015
14e etappe Ronde van Spanje
2016
1e etappe Tirreno-Adriatico (ploegentijdrit)
2017
1e etappe Ronde van Valencia (ploegentijdrit)
2e etappe Ronde van Catalonië (ploegentijdrit)
1e etappe Ronde van Spanje (ploegentijdrit)
2018
11e etappe Ronde van Spanje
Giro dell'Emilia
2021
1e etappe deel B Internationale Wielerweek (ploegentijdrit)
Bergklassement Ronde van de Alpen
Ronde van de Drie Valleien
 Europees kampioenschap gemengde ploegenestafette
2024
2e etappe Ronde van de Alpen

### Resultaten in voornaamste wedstrijden
| Jaar | Ronde van Italië | Ronde van Frankrijk | Ronde van Spanje |
| ---- | ---------------- | ------------------- | ---------------- |
| 2011 | 109e             |                     |                  |
| 2012 | 98e              |                     |                  |
| 2013 |                  | 71e                 |                  |
| 2014 |                  | 52e                 | 67e (1)          |
| 2015 |                  |                     | 78e (1)          |
| 2016 | 93e              |                     |                  |
| 2017 |                  | 99e                 | 70e              |
| 2018 | 65e              |                     | 76e (1)          |
| 2019 |                  | opgave              |                  |
| 2020 |                  | 100e                |                  |
| 2021 | opgave           |                     |                  |
| 2022 | 92e              |                     | 103e             |
| 2023 | 38e              |                     |                  |
| 2024 | 51e              |                     | 125e             |

| Jaar | Milaan-San Remo | Amstel Gold Race | Luik-Bast.‑Luik | Ronde van Lombardije | Waalse Pijl |  | WK op de weg |  | Wereldranglijsten |
| ---- | --------------- | ---------------- | --------------- | -------------------- | ----------- |  | ------------ |  | ----------------- |
| 2011 | 129e            |                  |                 | opgave               |             |  |              |  |                   |
| 2012 |                 |                  |                 |                      |             |  |              |  |                   |
| 2013 | 50e             | 67e              | 25e             | opgave               | 83e         |  |              |  | 163e (UWT)        |
| 2014 | 62e             | 49e              | 113e            | 15e                  | 125e        |  | 45e          |  | 109e (UWT)        |
| 2015 | 66e             |                  |                 | 73e                  |             |  |              |  | 122e (UWT)        |
| 2016 | 61e             | 117e             | 126e            | 9e                   | 114e        |  |              |  | 151e (UWT)        |
| 2017 |                 | 63e              | 80e             | 46e                  | 145e        |  | 113e         |  | 196e (UWT)        |
| 2018 |                 | 34e              | 39e             | 33e                  | 32e         |  | 40e          |  | 141e (UWT)        |
| 2019 | 58e             | 7e               | 41e             |                      | 21e         |  |              |  | 315e (UWR)        |
| 2020 | 31e             |                  | 31e             | 11e                  | 86e         |  |              |  |                   |
| 2021 | 82e             |                  |                 |                      |             |  | opgave       |  |                   |
| 2022 |                 |                  | 74e             | 53e                  |             |  |              |  |                   |
| 2023 |                 |                  | 28e             | 114e                 |             |  |              |  |                   |
| 2024 | 117e            |                  |                 | 119e                 |             |  |              |  |                   |

## Ploegen
- 2010 –  Androni Giocattoli-Serramenti PVC Diquigiovanni (stagiair vanaf 1-8)
- 2011 –  Androni Giocattoli-C.I.P.I.
- 2012 –  Androni Giocattoli-Venezuela
- 2013 –  Cannondale Pro Cycling
- 2014 –  Cannondale
- 2015 –  BMC Racing Team
- 2016 –  BMC Racing Team
- 2017 –  BMC Racing Team
- 2018 –  BMC Racing Team
- 2019 –  CCC Team
- 2020 –  CCC Team
- 2021 –  Israel Start-Up Nation
- 2022 –  Israel-Premier Tech
- 2023 –  Team BikeExchange-Jayco
- 2024 –  Team Jayco AlUla
- 2025 –  Team Jayco AlUla

Agostini · Basso · Bodnar · Boivin · Canuti · Caruso ·  Da Dalto · Dall'Antonia · De Marchi · Haedo · King · Koch · Koren · Krizek · Longo Borghini · Marangoni · Masuda · Moser · Paterski · Ratto · Sabatini · J. Sagan · P. Sagan · Salerno · Sarmiento · Vandborg · Viviani · Wurf · Martinello (stagiair) · Villella (stagiair)
Basso · Bennett · Bettiol · Bodnar · Boivin · Caruso · De Marchi · Formolo · Gatto · King · Koch · Koren · Krizek · Longo Borghini · Marangoni · Marcato · Marino · Mohorič · Moser · Ratto · Sabatini · J. Sagan · P. Sagan · Salerno · Sarmiento · Villella · Viviani · Wurf
Atapuma · Bookwalter · Burghardt · Caruso · De Marchi · Dennis · Dillier · Drucker · Evans · Flakemore · Gilbert · Hermans · Küng · Lodewyck · Moinard · Oss · Phinney · Quinziato · Rosskopf · Sánchez · Schär · Senni · Stetina · Teuns · Van Avermaet · Van Garderen · Velits · Vliegen · Wyss · Zabel · Bohli (stagiair) · Frankiny (stagiair) · Gerts (stagiair)
Atapuma · Bohli · Bookwalter · Burghardt · Caruso · De Marchi · Dennis · Dillier · Drucker · Gerts · Gilbert · Hermans · Küng · Moinard · Oss · Phinney · Porte · Quinziato · Rosskopf · Sánchez · Schär · Senni · Teuns · Van Avermaet  · Van Garderen · Velits · Vliegen · Wyss · Zabel · Eisenhart (stagiair) · Lienhard (stagiair)
Bohli · Bookwalter · Caruso · De Marchi · Dennis · Dillier · Drucker · Elmiger · Frankiny · Gerts · Hermans · Küng · Moinard · Oss · Porte · Quinziato · Roche · Rosskopf · Sánchez · Schär · Scotson · Senni · Teuns · Van Avermaet  · van Garderen · Van Hooydonck · Ventoso · Vliegen · Wyss · Müller (stagiair) · Welten (stagiair)
Bettiol · Bevin · Bohli · Bookwalter · Caruso · De Marchi · Dennis   · Drucker · Frankiny · Gerrans · Küng · Porte · Roche · Roelandts · Rosskopf · Schär · Scotson · Teuns · Van Avermaet  · van Garderen · Van Hooydonck · Ventoso · Vliegen · Wyss
Antunes · Barta · Bernas · Bevin · Černý · ten Dam · De Marchi · Geschke · Gradek · Koch · Mareczko · Owsian · de la Parte · Pauwels · Rosskopf · Sajnok · Schär · Van Avermaet  · Van Hoecke · Van Hooydonck · Van Keirsbulck · Ventoso · Wiśniowski · Zoidl
Barta · Bevin · Černý · De la Parte · De Marchi · Geschke · Gradek · Hirt · Koch · Kotsjetkov · Mareczko · Masnada · Małecki · Paluta · Pauwels · Rosskopf · Sajnok · Schär · Trentin · Valter · Van Avermaet  · Van Hoecke · Van Hooydonck · Van Keirsbulck · Ventoso · Wiśniowski · Zakarin · Zimmermann
Barbier · Berwick · Bevin · Biermans · Boivin · Brändle · Cataford · Cimolai · De Marchi · Dowsett · Einhorn · Froome · Goldstein · Greipel · Hagen · Hermans · Hofstetter · Hollenstein · Impey · Jones vanaf 1 juli · Martin · Neilands · Niv · Piccoli · Renard · Sagiv · Vahtra · Van Asbroeck · Vanmarcke · Woods · Würtz Schmidt · Zabel
Barbier · Berwick · Bevin · Biermans · Boivin · Brändle · Cataford · Clarke · De Marchi · Dowsett · Einhorn · Froome · Fuglsang · Goldstein · Hagen · Hermans · Hollenstein · Houle · Impey · Jones · Neilands · Niv · Nizzolo · Piccoli · Sagiv (tot 3/8) · Strong · Teuns (vanaf 5/8) · Van Asbroeck · Vanmarcke · Woods · Würtz Schmidt · Zabel · Riccitello (stagiair)
Balmer · Berhe · Colleoni · Craddock · De Marchi · Dunbar · Durbridge · Engelhardt · Grmay · Groenewegen · Hamilton · Harper · Hepburn · Jansen · Juul-Jensen · Maas · Matthews · Mezgec · O'Brien · Peña · Porter · Pöstlberger · Quick · Reinders · Scotson · Sobrero · Stewart · Štybar · Yates · Zana · Jørgensen (stagiair) · McKenzie (stagiair)
Berhe · Craddock · De Marchi · De Pretto · Dunbar · Durbridge · Engelhardt · Ewan · Foldager · Groenewegen · Hamilton · Harper · Hepburn · Jansen · Juul-Jensen · Maas · Matthews · Mezgec · O'Brien · Peña · Plapp · Porter · Quick · Reinders · Schmid · Scotson · Stewart · Walscheid · Yates · Zana